# SN 2007df
SN 2007df – supernowa typu Ia odkryta 8 kwietnia 2007 roku w galaktyce A122943-1443. W momencie odkrycia miała maksymalną jasność 19,20m.